# Lubomír Sršeň
Lubomír Sršeň (* 12. prosince 1949 Vejprty) je historik umění, pracovník Národního muzea v Praze, dlouhodobě zaměřený na výtvarné umění v Čechách zejména v období 16. až 19. století. Zabývá se především otázkami portrétní tvorby.

## Život a pracovní kariéra
Základní i střední školu absolvoval v Rychnově nad Kněžnou. Na Filozofické fakultě Univerzity Karlovy studoval obory dějiny umění a dějepis, v roce 1973 studium zakončil diplomovou prací Sochařská výzdoba hlavního oltáře v kostele P. Marie Sněžné v Praze. Ta byla v roce 1974 uznána i jako rigorózní.
V letech 1973–2020 pracoval v Národním muzeu v oddělení starších českých dějin (kromě 5 měsíců v roce 1986, kdy krátce působil v Národní galerii v Praze ve Sbírce starého českého umění). Po návratu do Národního muzea byl vedoucím oddělení starších českých dějin, od roku 1998 pracoval v tomto oddělení jako vědecký pracovník a byl i kurátorem některých uměleckohistorických sbírek Národního muzea, např. malířství a sochařství, včetně kolekce malovaných portrétů čítající přes tisíc kusů.
V letech 1998 až 2012 také zastával funkci vedoucího redaktora periodika Sborník Národního muzea v Praze, řada A – historie.
Specializací Lubomíra Sršně je výtvarné umění v Čechách v 16.–19. století. Zpočátku se zaměřoval na barokní sochařství, po roce 1980 pak především na malířské a grafické portréty a miniaturní podobizny.
Zabývá se i obecnějšími kulturněhistorickými tématy a problémy muzejnictví. Kromě rozsáhlé publikační činnosti je také spoluautorem některých stálých expozic a výstav Národního muzea a znalcem jeho budovy.

## Publikační činnost (výběr)
- Architektonické zlomky ostrovského kláštera. Sborník Národního muzea v Praze, řada A, 1980 (spoluautoři Anežka Merhautová, Miroslav Richter)
- Budova Národního muzea v Praze. Architektura, umělecká výzdoba a původní uměleckořemeslné vybavení. 1891–1991. Národní muzeum, 1991
- Mexické dobrodružství Maxmiliána Habsburského: katalog a průvodce výstavou v Lobkovickém paláci na Pražském hradě. Spoluautorka Dana Stehlíková. Národní muzeum, 1999
- K autorství náhrobního pomníku Boženy Němcové. Sborník Památníku národního písemnictví, 2002
- Adolf Pulzer, rodák z Polné, židovský malíř portrétů v Praze 19. století. Polná: Linda, 2002
- Malované miniaturní portréty. Spoluautorka Olga Trmalová. Národní muzeum, 2005
- Příspěvky k poznání osobnosti Václava Hanky. Sborník Národního muzea v Praze, řada A, 2009
- Nevšední příběhy portrétů (Puchmajer, Sedláček, Hanka, Rajská, Němcová). Nakladatelství Vyšehrad, 2011[6]
- Malované drobné portréty. Národní muzeum, 2013
- Rizika obnovy mariánského sloupu na Staroměstském náměstí. Zprávy památkové péče, ročník 75, 2015
- Slavětínský oltář ze sbírek Národního muzea. Národní muzeum, 2018 (spoluautoři Kateřina Horníčková, Martina Ohlídalová, Radka Šefců, Olga Trmalová)
- Malované závěsné portréty I.-III.; Národní muzeum Praha, 2021; 3 svazky, 813 s. ISBN 978-80-88236-13-9

## Rodina
Je ženatý a má tři děti. Jeho manželka Milena Sršňová (* 1951) vystudovala muzikologii na filozofické fakultě Univerzity Palackého v Olomouci, zabývá se dějinami architektury, fotografií a překladatelstvím. Byla spoluzakladatelkou a vedoucí redaktorkou časopisu Zlatý řez a autorkou statí o moderní architektuře.